# بناء (حوسبة)
البناء في تطوير البرمجيات هو عملية تحويل ملفات النص البرمجي المصدري إلى مصنوعات مستقلة يمكن تشغيلها على الحاسوب، أو نتيجة القيام بذلك.

## المهام
إن بناء البرمجيات هو عملية شاملة تتضمن العديد من الوظائف المتميزة. بعض هذه الوظائف موصوفة أدناه.

## طالع أيضًا
- بناء البرمجيات
- أصدرة البرمجيات
- مصنوع (تطوير البرمجيات)